# Tankcrimes
Tankcrimes - независимый лейбл звукозаписи. Основан в 2002 году Скотти Хитом и управляется им из его гаража в Окленде, Калифорния.  В настоящее время у Tankcrimes насчитывается более 100 релизов. "

## Список исполнителей Tankcrimes
- A.N.S.
- Abscess
- Agoraphobic Nosebleed
- Annihilation Time
- BAT
- Brainoil
- Cannabis Corpse
- Cliterati
- Connoisseur
- Conquest for Death
- Deadfall
- Deathgrave
- Deny the Cross
- Direct Control
- Despise You
- Dystopia
- Exhumed
- Final Conflict
- Fucked Up
- Ghoul
- Impaled
- Iron Reagan
- Kicker
- Los Huaycos
- Mortuous
- Municipal Waste
- Necrot
- Peligro Social
- Population Reduction
- Strung Up
- The Shrine
- Spazz
- Toxic Holocaust
- Victims
- Vitamin X
- Vivisick
- Voetsek